# Яссир аш-Шахрани
Яссир аш-Шахрани (араб. ياسر الشهراني‎; род. 25 мая 1992, Эр-Рияд) — саудовский футболист, защитник клуба «Аль-Хиляль» и сборной Саудовской Аравии.

## Клубная карьера
Яссир аш-Шахрани — воспитанник футбольного клуба «Аль-Кадисия» из своего родного города Даммам. 11 ноября 2010 года он дебютировал в саудовской Про-лиге, выйдя на замену в конце первого тайма домашнего матча против «Аль-Иттифака». Летом 2012 года Яссир аш-Шахрани перешёл в «Аль-Хиляль». 10 ноября того же года он забил свой первый гол в рамках Про-лиги, открыв счёт в гостевом поединке против «Аль-Таавуна».

## Карьера в сборной
7 сентября 2012 года Яссир аш-Шахрани дебютировал в составе сборной Саудовской Аравии в гостевом товарищеском матче против команды Испании, выйдя на замену в самой концовке поединка. Он также принимал участие в матчах отборочного турнира чемпионата мира 2018 года, а также Кубка Азии 2015 года в Австралии и отборочного турнира к нему.
22 ноября 2022 года во время первого матча группового этапа Чемпионата мира по футболу против сборной Аргентины (2:1) получил тяжелую травму лица в результате столкновения с вратарем сборной Саудовской Аравии Мухаммедом аль-Уваисом.  

## Достижения
«Аль-Хиляль»
- Чемпион Саудовской Аравии: 2016/17
- Обладатель Кубка короля Саудовской Аравии: 2015, 2017
- Обладатель Кубка наследного принца Саудовской Аравии: 2012/13, 2015/16
- Обладатель Суперкубка Саудовской Аравии: 2015
- Финалист Лиги чемпионов АФК: 2014